# О-Клер (Мічиган)
О-Клер (англ. Eau Claire) — селище (англ. village) в США, в окрузі Беррієн штату Мічиган. Населення — 552 особи (2020).

## Географія
О-Клер розташований за координатами 41°59′2″ пн. ш. 86°18′14″ зх. д. / 41.98389° пн. ш. 86.30389° зх. д. (41.983901, -86.303822).  За даними Бюро перепису населення США в 2010 році селище мало площу 1,93 км², з яких 1,92 км² — суходіл та 0,00 км² — водойми. В 2017 році площа становила 2,19 км², з яких 2,16 км² — суходіл та 0,03 км² — водойми.

## Демографія
Згідно з переписом 2010 року, у селищі мешкало 625 осіб у 214 домогосподарствах у складі 157 родин. Густота населення становила 324 особи/км².  Було 239 помешкань (124/км²).
Расовий склад населення:
| - 82,6 % — білих - 5,1 % — чорних або афроамериканців - 1,4 % — корінних американців - 7,2 % — осіб інших рас |

До двох чи більше рас належало 3,7 %. Частка іспаномовних становила 13,9 % від усіх жителів.
За віковим діапазоном населення розподілялося таким чином: 30,7 % — особи молодші 18 років, 60,3 % — особи у віці 18—64 років, 9,0 % — особи у віці 65 років та старші. Медіана віку мешканця становила 31,2 року. На 100 осіб жіночої статі у селищі припадало 93,5 чоловіків;  на 100 жінок у віці від 18 років та старших — 99,5 чоловіків також старших 18 років.
Середній дохід на одне домашнє господарство  становив 44 135 доларів США (медіана — 41 346), а середній дохід на одну сім'ю — 46 806 доларів (медіана — 39 643). Медіана доходів становила 35 938 доларів для чоловіків та 22 841 долар для жінок. За межею бідності перебувало 20,1 % осіб, у тому числі 28,9 % дітей у віці до 18 років та 6,5 % осіб у віці 65 років та старших.
Цивільне працевлаштоване населення становило 255 осіб. Основні галузі зайнятості: освіта, охорона здоров'я та соціальна допомога — 19,2 %, виробництво — 17,6 %, роздрібна торгівля — 15,3 %.